# Rhuilles
Rhuilles è una frazione di Cesana Torinese situata in val Thuras, alta Val Susa, a 1.675 metri s.l.m.

## Geografia fisica
Sorge sulla riva sinistra orografica del Torrente Thuras, su un'antica strada militare, gode di un panorama sui Monti della Luna ed il monte Chaberton.
La borgata è posta su un terreno pianeggiante, ai limiti di un bosco di aghifoglie; qui la valle si allarga ed offre una magnifica vista sulla cresta Cima Clausi 3230 m, Merciantaira 3293 m. Più avanti, in prossimità della cappella di Croix de la Plane 1714 m, è situata una delle sorgenti di acqua ferruginosa, inconfondibili per la colorazione “ruggine” del letto. Due zone umide poco a monte della frazione sono state all'origine dell'istituzione di un SIC denominato Valle Thuras (cod. IT1110031).

## Origine
Piccola borgata alpina, con caratteristiche grange (antiche baite ad uso agricolo in legno e pietra) ancora del tutto o parzialmente integre. La borgata, che è a monte del torrente Thuras, conta oggi pochissimi residenti. Nel paese, come in tutte le borgate limitrofe, è presente un antico forno in pietra per la panificazione ed una chiesetta seicentesca con una ben conservata pala lignea. Il suo nome sembra derivi dal termine "ruggine" ed è dovuto alla presenza di alcune sorgenti di acqua ferruginosa.

## Economia

### Turismo
Rhuilles è un frequentato centro di turismo estivo ed invernale. In estate è possibile praticare trekking, alpinismo (a monte di Rhuilles c'è una piccola falesia da scalare), equitazione, mountain bike. In inverno è possibile praticare sci alpinismo, ciaspole, sci di fondo. Presso la frazione esiste inoltre una falesia frequentata da amanti dell'arrampicata su roccia.  Assai vicino (5 km) il comprensorio della Via Lattea, possiede una cabinovia (che scende a Cesana), tre seggiovie e tre skilift che risalgono le pendici del monte Fraitève. La borgata è dotata di due bed and breakfast.